# Юренев, Пётр Петрович
Пётр Петро́вич Юре́нев (4 [16] февраля 1874, Санкт-Петербург — 1945, Париж) — российский политический деятель, инженер. Член Государственной думы Российской империи II созыва. В июле — августе 1917 — министр путей сообщения во Временном правительстве.

## Образование и начало инженерной деятельности
Родился 4 (16) февраля 1874 года в Санкт-Петербурге в семье судебного чиновника (впоследствии, действительный тайный советник и сенатор) П. А. Юренева; внучатый племянник Н. А. Юренева.
Окончил 3-ю Санкт-Петербургскую гимназию (1892) и Институт инженеров путей сообщения (1897). В годы учёбы активно участвовал в студенческой общественной жизни, принадлежал к радикальным несоциалистическим кружкам. Участвовал в строительстве Московско-Киево-Воронежской железной дороги. С 1903 года — управляющий Новозыбковской дистанции подъездных путей.

## Политический и общественный деятель

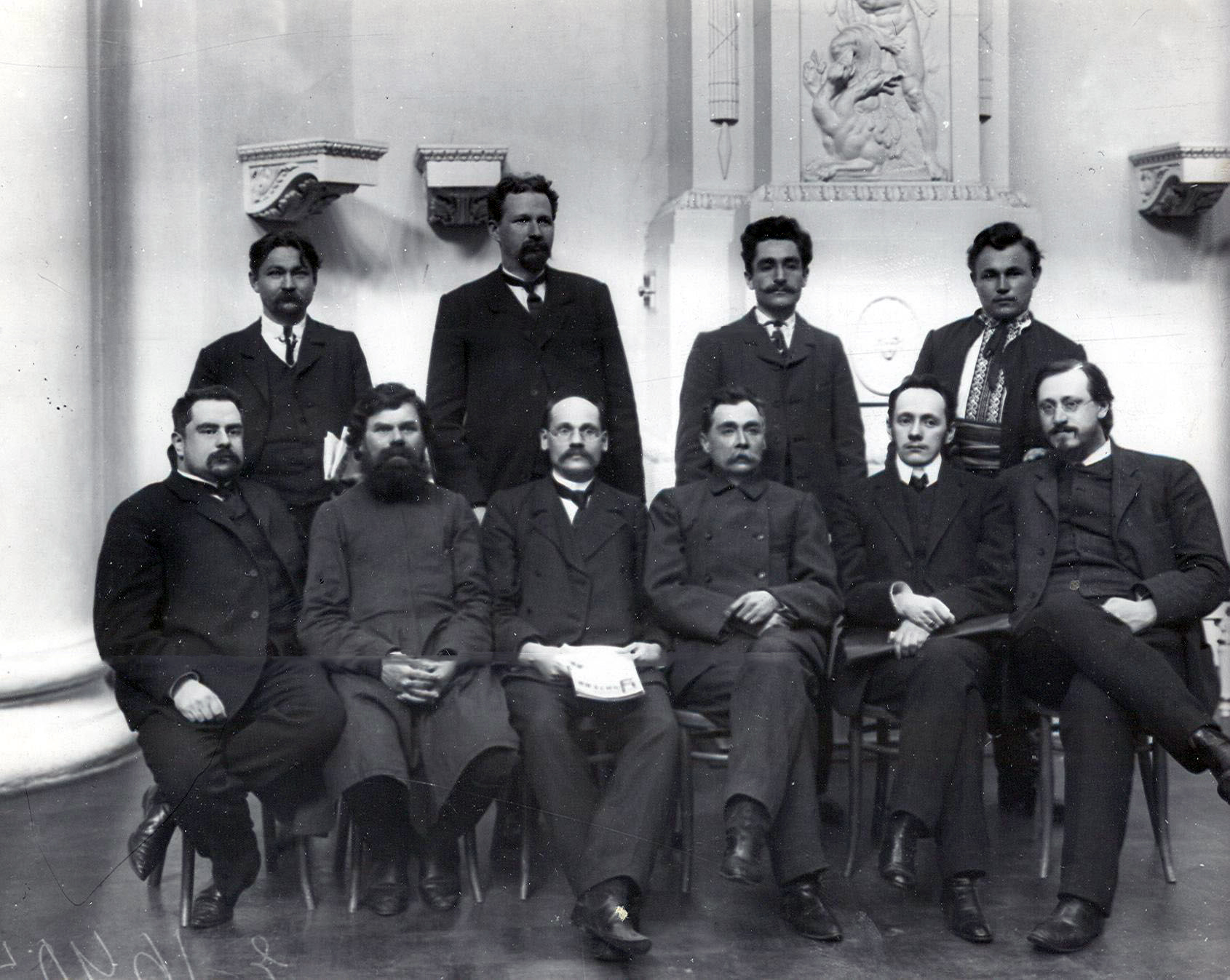
Члены Государственной Думы II созыва от Черниговской губернии. Стоят: Н. В. Дементьев, Н. К. Рубисов, Ф. И. Приходько, В. И. Хвост; сидят: П. П. Юренев, Т. С. Веремеенко, А. Г. Лосик, П. А. Трофименко, М. А. Искрицкий, В. В. Волк-Карачевский

В 1904 году примкнул к либеральной группе «Союз освобождения», публично выступал с призывами к реформированию российской государственности. Во время революции 1905 года П. П. Юренев вошёл в состав забастовочного комитета служащих станции Новозыбков, стал его председателем и активно поддержал всеобщую железнодорожную забастовку в октябре 1905 года. Вместе с тем в декабре 1905 года и январе 1906 года он постарался удержать служащих Полесских железных дорог от новых забастовок. Однако с этого времени он попал под наблюдение полиции.
Весной 1906 года он вступил в Конституционно-демократическую партию (Партию народной свободы); с 1911 года стал членом её Центрального комитета.
В 1907 году был избран членом II Государственной думы от Черниговской губернии и вошёл в состав бюджетной и финансовой комиссий. В том же году Юреневу запретили занимать на железных дорогах страны любую должность, требующую утверждения министра путей сообщения.
В течение десяти лет был председателем железнодорожного отдела Московского технического общества. Руководил разработкой проекта строительства московского метро, который не был реализован из-за Первой мировой войны; позднее этот проект был использован при строительстве первой линии Московского метрополитена.
С 1915 года П. П. Юренев — член Главного комитета по снабжению армии (Земгор), с января 1917 года — товарищ председателя отдела путей сообщения Земгора. Входил в состав Московского военно-промышленного комитета, Московского городского комитета Всероссийского союза городов. Гласный московской городской думы, член Московской городской управы (с 1915), товарищ Московского городского головы (с 1917), руководил отделом снабжения армии при Московской городской управе.

## Министр путей сообщения
С 24 июля по 31 августа 1917 года был министром путей сообщения во втором коалиционном составе Временного правительства. По докладу П. П. Юренева правительство приняло решение о приобретении в Америке 20 паровозов, изготовленных для Финляндских железных дорог; он также заключил с американским инженером Дж. Стивенсом соглашение об устройстве во Владивостоке мастерских для сборки поступающих из США паровозов и вагонов. Был противником радикальных преобразований в управлении железными дорогами и вмешательства в деятельность ведомства различных политических сил. Не поддерживал требований железнодорожников о повышении им зарплаты. В дни выступления Л. Г. Корнилова отказался передать обращение А. Ф. Керенского к железнодорожникам с требованием не выполнять приказов генерала, хотя до этого был противником переворота, заявляя, что «нельзя одновременно участвовать в правительстве и его свергать». Покинул правительство вместе с другими министрами-кадетами, не желая участвовать в борьбе против Корнилова.

## Деятельность в период Гражданской войны
Осенью 1917 года был членом Предпарламента от кадетской партии.
После прихода к власти большевиков, возглавляя московское отделение Всероссийского союза инженеров, организовывал саботаж технической интеллигенции.
В октябре 1918 года уехал в Харьков, затем в Одессу, где стал руководителем местного отделения «Национального центра», объединившего антибольшевистски настроенных либералов. В 1919 году был председателем организации Союза городов при Добровольческой армии в Ростове-на-Дону.

## Эмигрант
В начале 1920 года эмигрировал в Константинополь, где открыл Русскую гимназию для детей эмигрантов; руководил сетью средних учебных заведений и детских приютов в Болгарии, Югославии, Чехословакии. Жил в Белграде, Праге, затем во Франции, где вёл крестьянское хозяйство в Нормандии, продавал масло в Париже, участвовал в деятельности Земско-городского комитета и Союза русских инженеров.
Так и не смог адаптироваться к эмигрантской жизни. Позднее переехал в Париж, где зарабатывал на жизнь стиркой белья, во время немецкой оккупации был сторожем и огородником при заводе в одном из парижских предместий. Входил в так называемый «клуб стариков», где общался с П. Б. Струве, В. А. Оболенским, В. Н. Челищевым. В конце жизни приветствовал успехи советских войск на фронтах Великой Отечественной войны.
Умер в начале 1945 года (или 1943). Похоронен на кладбище Сент-Женевьев-де-Буа.